# Ghasem Rezaei
Ghasem Rezaei (em persa: قاسم رضايى; Amol, 18 de agosto de 1985) é um lutador de estilo greco-romana iraniano, campeão olímpico.

## Carreira
Foi campeão em Londres 2012 na categoria até 96 kg. Competiu também na Rio 2016, na qual conquistou a medalha de bronze na categoria até 98 kg.